# Памятник движению Второго сопротивления

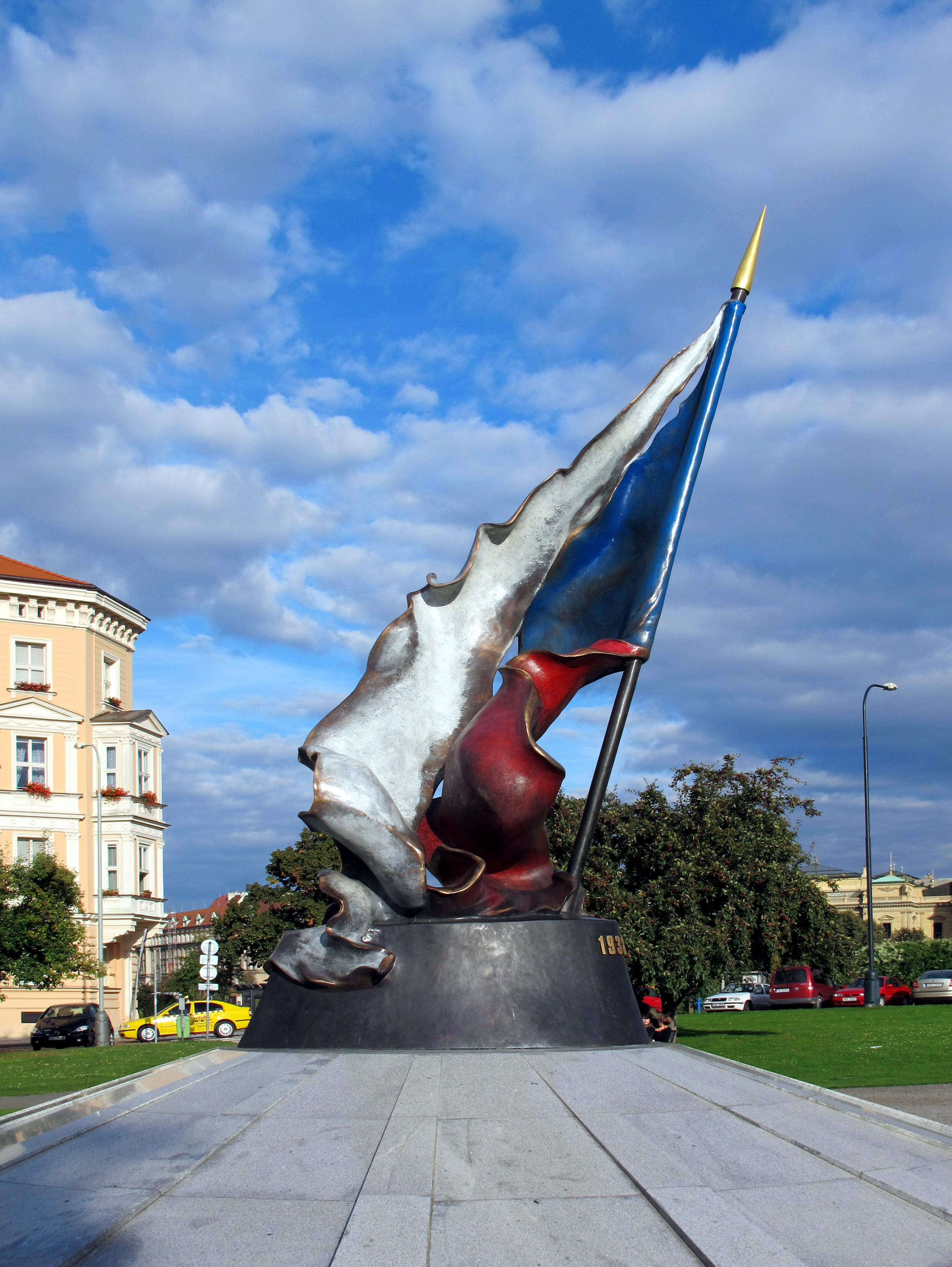

Памятник движению Второго сопротивления — мемориал, посвящённый участникам движения сопротивления Чехословакии, боровшихся против нацистов в 1938—1945 годах. Установлен в Кларове, Мала-Страна, Прага недалеко Манесова моста и памятника крылатого льва.
Чехия чтит своих героев трёх сопротивлений. Первое Сопротивление — это борьба против властей Австро-Венгрии за создание независимой Чехословакии, второе Сопротивление — борьба с нацистами, третье Сопротивление — противостояние коммунистическому режиму.
Автор памятника — Владимир Прецлик. Открыт в 2006 году. Стилизован под разорванный чехословацкий флаг на массивном гранитном постаменте.
Золотыми цифрами выложены даты «1938—1945». На темной табличке надпись «Остановись перед памятью жертв и победителей движения Второго сопротивления чешского народа за свободу своей Родины» («Postůj v úctě před památkou obětí a vítězů druhého odboje českého národa za svobodu vlasti»).